# 堡子湾乡
堡子湾乡是中华人民共和国山西省大同市新荣区下辖的一个乡。

## 行政區劃
2001年，新荣区行政区划调整，原拒墙堡乡、堡子湾乡合并为新的堡子湾乡。堡子湾乡下辖14个村
拒墙堡村、刘新庄村、杨州窑村、高家窑村、草汉窑村、李三窑村、闫家窑村、风咀梁村、马厂村、堡子湾村、胡家窑村、得胜村、镇羌堡村、河东窑村、黑土墩村、二道沟村、四道沟村、杨里窑村、马家窑村、李培沟村、磨复其湾村、宏赐村、祁皇墓村和靳圪塔梁村。

## 交通
- 京包铁路：堡子湾站